# Metro w Meksyku

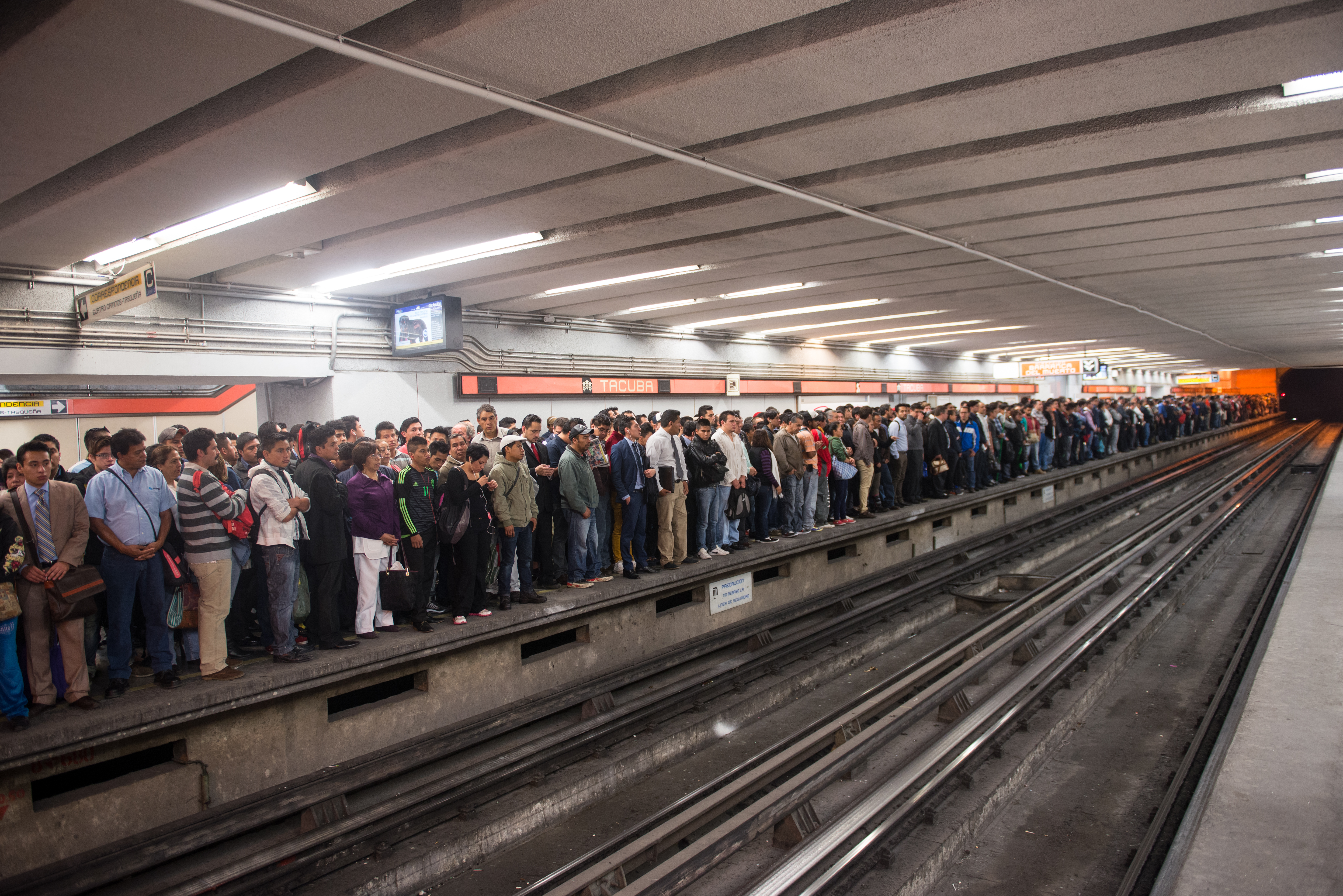
Metro México 2015

Metro w Meksyku (oficjalnie hiszp. Sistema de Transporte Colectivo Metro) – system metra obsługujący cały obszar metropolitarny miasta Meksyk. Jest drugim co do wielkości systemem metra w Ameryce Północnej po metrze nowojorskim. W 2018 r. z jego usług skorzystało 1,647 miliarda pasażerów. Metro w Meksyku jest największym tego typu systemem transportu w Ameryce Łacińskiej. W 2018 roku liczyło ono 195 stacji i 12 działających linii, z których ostatnia została otwarta w 2012 roku.
Pierwsza linia metra została otwarta w 1969 r. i liczyła na swej trasie 16 stacji. Obecnie pociągi kursują z częstotliwością 2–4 minuty. Metro kursuje bez hałasu, gdyż 10 z 12 obecnie funkcjonujących linii (wszystkie oprócz A i 12) ma ogumione koła.

## Linie metra

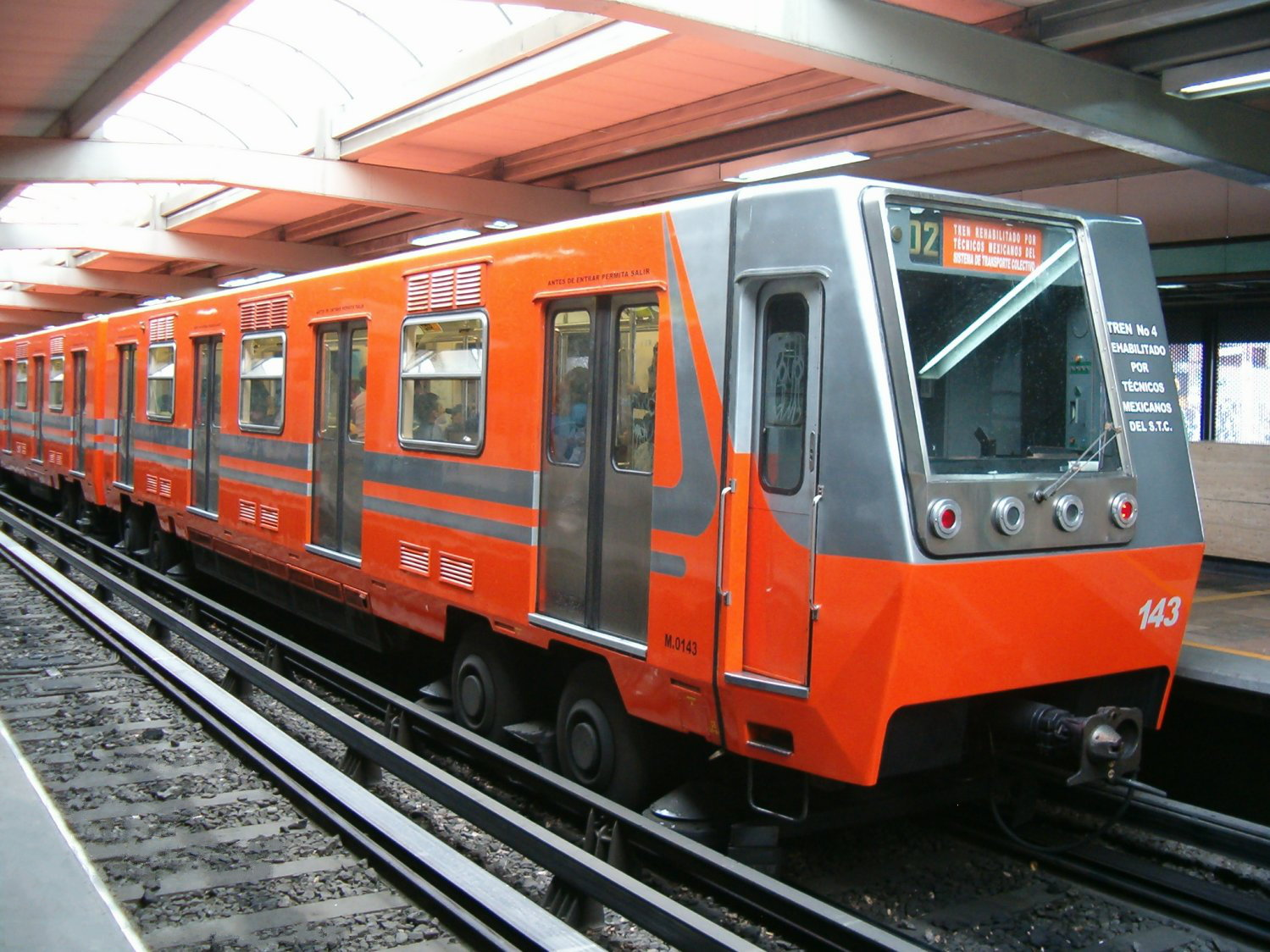
Skład serii NM 73 kursujący na linii 4

| Linia | Trasa przebiegu                  | Długość   | Liczba stacji | Data otwarcia |
| ----- | -------------------------------- | --------- | ------------- | ------------- |
|       | Observatorio ↔ Pantitlán         | 18,828 km | 20            | 1969-1984     |
|       | Cuatro Caminos ↔ Tasqueña        | 23,431 km | 24            | 1970-1984     |
|       | Indios Verdes ↔ Universidad      | 23,609 km | 21            | 1970-1983     |
|       | Santa Anita ↔ Martín Carrera     | 10,747 km | 10            | 1981-1982     |
|       | Politécnico ↔ Pantitlán          | 15,675 km | 13            | 1981-1982     |
|       | El Rosario ↔ Martín Carrera      | 13,947 km | 11            | 1983-86       |
|       | El Rosario ↔ Barranca del Muerto | 18,784 km | 14            | 1984-88       |
|       | Garibaldi ↔ Constitución de 1917 | 20,078 km | 19            | 1994          |
|       | Tacubaya ↔ Pantitlán             | 15,375 km | 12            | 1987-1988     |
|       | Pantitlán ↔ La Paz               | 14,893 km | 10            | 1991          |
|       | Buenavista ↔ Ciudad Azteca       | 23,722 km | 21            | 1999-2000     |
|       | Tláhuac ↔ Mixcoac                | 23,722 km | 20            | 2012          |